# Prestidigitateur (film)
Pour les articles homonymes, voir Prestidigitateur.
Pour plus de détails, voir Fiche technique et Distribution.
Prestidigitateur (Фокусник, Fokusnik) est un film soviétique réalisé par Piotr Todorovski, sorti en 1967,.

## Synopsis
Viktor Mikhaïlovitch Kukushkin, est un magicien et marionnettiste, timide et gentil, mais passionné et plein d'estime de soi. En raison du manque de demande, il est obligé de travailler à temps partiel dans des immeubles d'habitation, où il rencontre des étudiants en physique. Peu à peu, Kukushkin entre dans leur communauté, leur apprend quelques trucs, mais constate avec regret qu'il est pour eux une personne absolument secondaire - chacun a sa propre vie, ses propres activités et intérêts, sa propre idée de l'art. Un jour, il rencontre une jeune femme, Yelena, et tombe amoureux d'elle. Ils se marient. Mais leurs points de vue sont diamétralement opposés : Elena veut que Kukushkin soit à la fois une personne créative et un travailleur à succès ; Viktor Mikhaïlovitch ne veut pas se plier à ses supérieurs et à ses relations commerciales. Le mariage est bouleversé. Kukushkin exécute des tours de magie sur la cour de récréation et distribue des oranges aux enfants, le public qui a le plus besoin de ses performances.

## Fiche technique
- Titre : Prestidigitateur
- Titre original : Fokusnik
- Réalisation : Piotr Todorovski
- Scénario : Aleksandr Volodine
- Photographie : Ilia Minkovetski
- Décors : Valentin Konovalov
- Costumes : Vyacheslav Zaytsev
- Montage : Yevgeniya Abdirkina
- Musique : Moiseï Vaïnberg
- Société de production : Mosfilm
- Pays de production :  Union soviétique
- Langue originale : Russe
- Format : Noir et blanc
- Genre : Drame
- Durée : 79 minutes
- Date de sortie :  Union soviétique : 18 mars 1968

## Distribution
- Zinovi Gerdt : Viktor Mikhaylovich Kukushkin
- Alla Larionova : Yelena Ivanovna
- Evgeniy Leonov : Stepan Nikolayevich Rosomakhin
- Olga Gobzeva : Lilya Kukushkina
- Leonid Dyachkov : Pavel
- Vladimir Basov : Acteur
- Svetlana Kharitonova : Sasha
- Eduard Abert : Dima
- Valentina Titova : Dasha
- Inessa Drovosekova : Femme de Rosomakhin
- Akilina Kolesova : Grand-mère (non-crédité)
- Vladimir Smirnov : Père au terrain de jeu (non-crédité)